# One Hour with You
One Hour with You is een Amerikaanse muziekfilm uit 1932 onder regie van Ernst Lubitsch. Destijds werd de film in Nederland uitgebracht onder de titel Een uur bij jou.

## Verhaal
De Parijse arts André Bertrier is trouw aan zijn echtgenote Colette, tot spijt van zijn vrouwelijke patiënten. Als Colette haar vriendin Mitzi aanraadt om op consultatie te gaan bij haar man, lijkt ze succes te hebben met haar verleidingspogingen.

## Rolverdeling
| Acteur             | Personage          |
| ------------------ | ------------------ |
| Maurice Chevalier  | Dr. André Bertier  |
| Jeanette MacDonald | Colette Bertier    |
| Genevieve Tobin    | Mitzi Olivier      |
| Charles Ruggles    | Adolph             |
| Roland Young       | Professor Olivier  |
| Josephine Dunn     | Juffrouw Martel    |
| Richard Carle      | Henri Dornier      |
| Barbara Leonard    | Mitzi's meid       |
| George Barbier     | Politiecommissaris |